# Rubisco

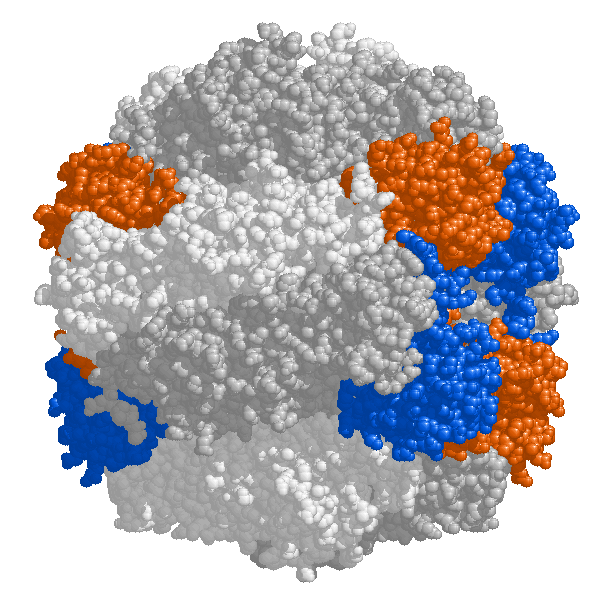
3D model enzymu RuBisCO

Rubisco (RuBisCO) neboli ribulosa-1,5-bisfosfát-karboxylasa/oxygenasa je enzym, který katalyzuje následující typy reakcí:
1. karboxylaci neboli fixaci CO2 v Calvinově cyklu temnostní fáze fotosyntézy (na ribulosa-1,5-bisfosfát se váže CO2).
2. oxidaci substrátu CO2 pro fotosyntézu při fotorespiraci (na ribulosa-1,5-bisfosfát se váže O2).

## Struktura
Enzym RuBisCO se skládá ze šestnácti podjednotek: z 8 velkých (55 000 Da) a z 8 malých (13 000 Da). Celková hmotnost tohoto komplexu je okolo 540 000 Da.